# Aconitum tanzybeicum
Aconitum tanzybeicum är en ranunkelväxtart som beskrevs av N.V. Stepanov. Aconitum tanzybeicum ingår i släktet stormhattar, och familjen ranunkelväxter. Inga underarter finns listade i Catalogue of Life.